# Rocambole (telenovela)
Rocambole é uma telenovela mexicana, produzida pela Televisa e exibida em 1967 pelo Telesistema Mexicano.

## Elenco
- Julio Alemán
- Elda Peralta
- Germán Robles
- Raúl Meraz